# Promieniowanie rozproszone

Widmo światła rozproszonego od czystego nieba.

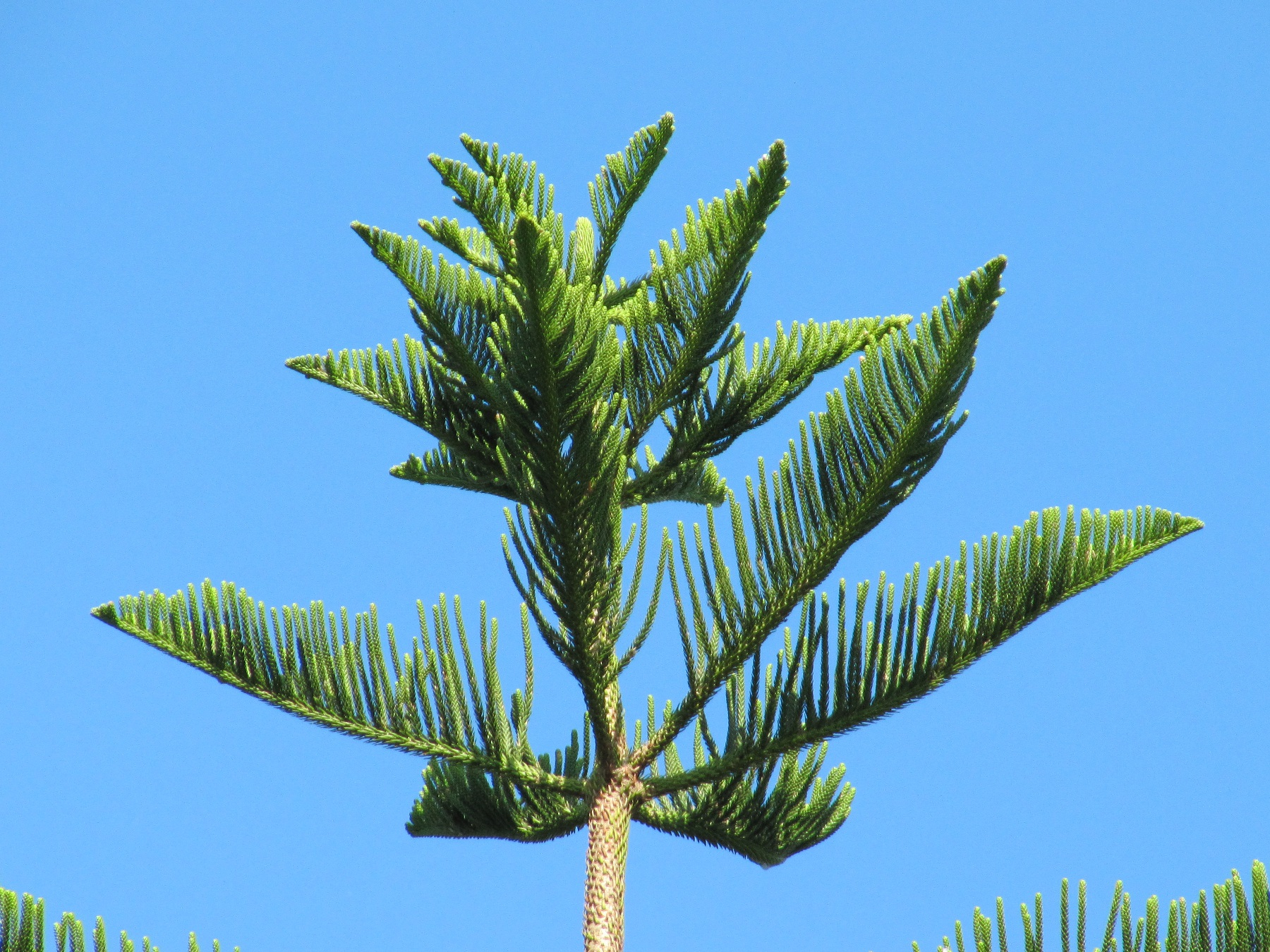
Arakuaria na tle błękitnego nieba.

Promieniowanie rozproszone (promieniowanie nieba; promieniowanie słoneczne rozproszone; ang. diffuse solar radiation) – termin określający w optyce atmosfery promieniowanie słoneczne dochodzące do powierzchni Ziemi z hemisfery nieba, z wyłączeniem promieniowania bezpośredniego.
Skład widmowy promieniowania rozproszonego zależy od stanu zachmurzenia, zamglenia i czystości atmosfery. Przy bezchmurnej pogodzie widmo tego promieniowania jest ściśle określone. Jego charakterystyczną cechą jest wyraźna dominacja światła niebieskiego nad czerwonym, co nadaje temu promieniowaniu charakterystyczny błękitny kolor (kolor nieba). Z powodu rozpraszania głównie światła niebieskiego, światło docierające bezpośrednio ma zabarwienie żółte (spowodowane niedoborem światła niebieskiego).
Promieniowanie rozproszone mierzy się przyrządem zwanym dyfuzjometrem, zazwyczaj jest to pyranometr z ekranem eliminującym promieniowanie bezpośrednie. Promieniowanie to powstaje w wyniku rozpraszania promieniowania bezpośredniego, m.in. w atmosferze ziemskiej lub w innych ośrodkach (kroplach wody, śniegu, zawiesinach obecnych w atmosferze). Np. w dzień,  przy niebie całkowicie zasłoniętym grubymi (optycznie) chmurami, światło widzialne na powierzchni ziemi jest prawie w całości promieniowaniem rozproszonym. Podobnie jest w strefie eufotycznej oceanu, gdzie promieniowanie bezpośrednie jest stopniowo absorbowane i rozpraszane.